# NGC 1051
NGC 1051 في الفهرس العام الجديد، هي مجرة، تقع في كوكبة قيطس. اكتشفت في 27 نوفمبر 1880 بواسطة إدوارد ستيفان.

## روابط خارجية
- NGC 1051 على موقع ويكي سكاي: DSS2, SDSS, GALEX, IRAS, Hydrogen α, X-Ray, Astrophoto, Sky Map, Articles and images